# Dolina walna

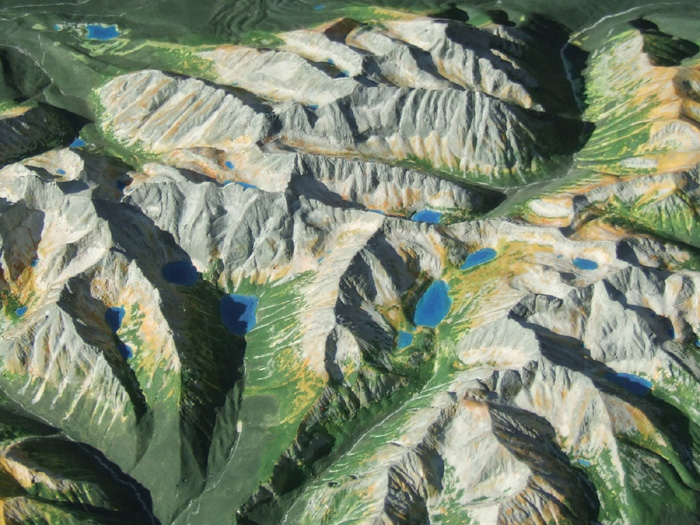
Model Tatr: pośrodku grań główna, przed nią Dolina Białki z rozgałęzieniami, za nią Dolina Koprowa

Dolina walna – dolina górska, biegnąca od grani głównej aż do podnóża gór.
Przykładami dolin walnych w Tatrach są: Dolina Chochołowska, Dolina Kościeliska, Dolina Małej Łąki, Dolina Cicha i Dolina Koprowa, Dolina Bystrej, Dolina Suchej Wody Gąsienicowej, Dolina Mięguszowiecka, Dolina Białki, Dolina Jaworowa.
Doliny walne mają często odgałęzienia w postaci dolin bocznych. Nie należy mylić dolin walnych z dolinami głównymi, które nie muszą podchodzić pod główny grzbiet pasma.